# 에델레니구

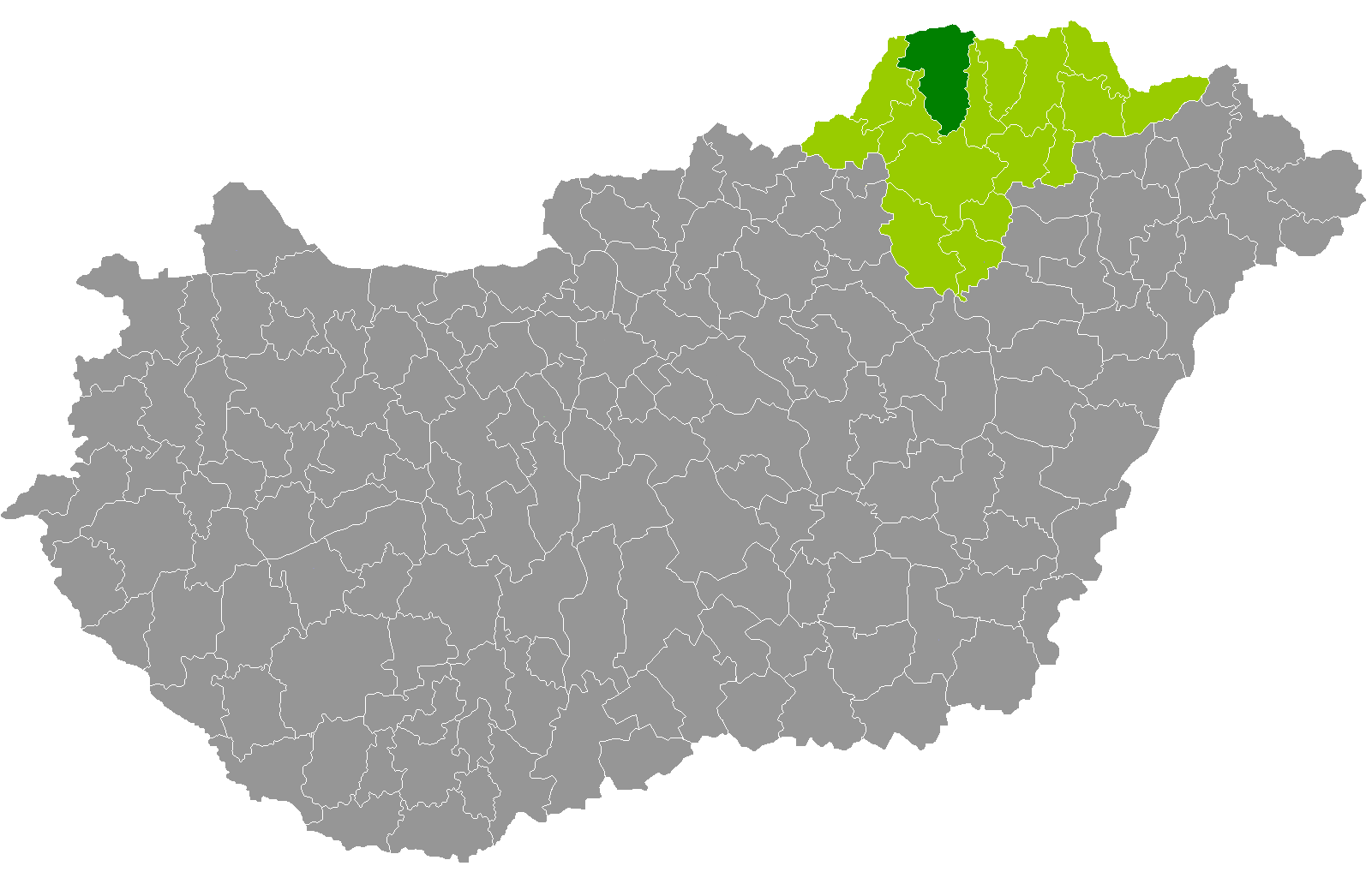
보르쇼드어버우이젬플렌주 지도에 표시된 에델레니구의 위치

에델레니구(헝가리어: Edelényi járás)는 헝가리 보르쇼드어버우이젬플렌주에 위치한 구로 구청 소재지는 에델레니이며 면적은 717.86km2, 인구는 33,314명(2011년 기준), 인구 밀도는 46명/km2이다.
동쪽으로는 엔치구, 식소구, 남쪽으로는 미슈콜츠구, 서쪽으로는 커진츠버르치커구, 푸트노크구와 접하며 북쪽으로는 슬로바키아와 국경을 접한다. 45개 지방 자치체(2개 시, 43개 마을)를 관할한다.

구 문장